# L'azione incatenata
L'azione incatenata (L'Action enchaînée) è un'opera dello scultore francese Aristide Maillol. Creata tra il 1905 e il 1908, venne installata a Puget-Théniers, in Francia. Una replica si trova a Parigi e un'altra (senza braccia) si trova a Banyuls-sur-Mer, la città natale di Maillol.

## Storia

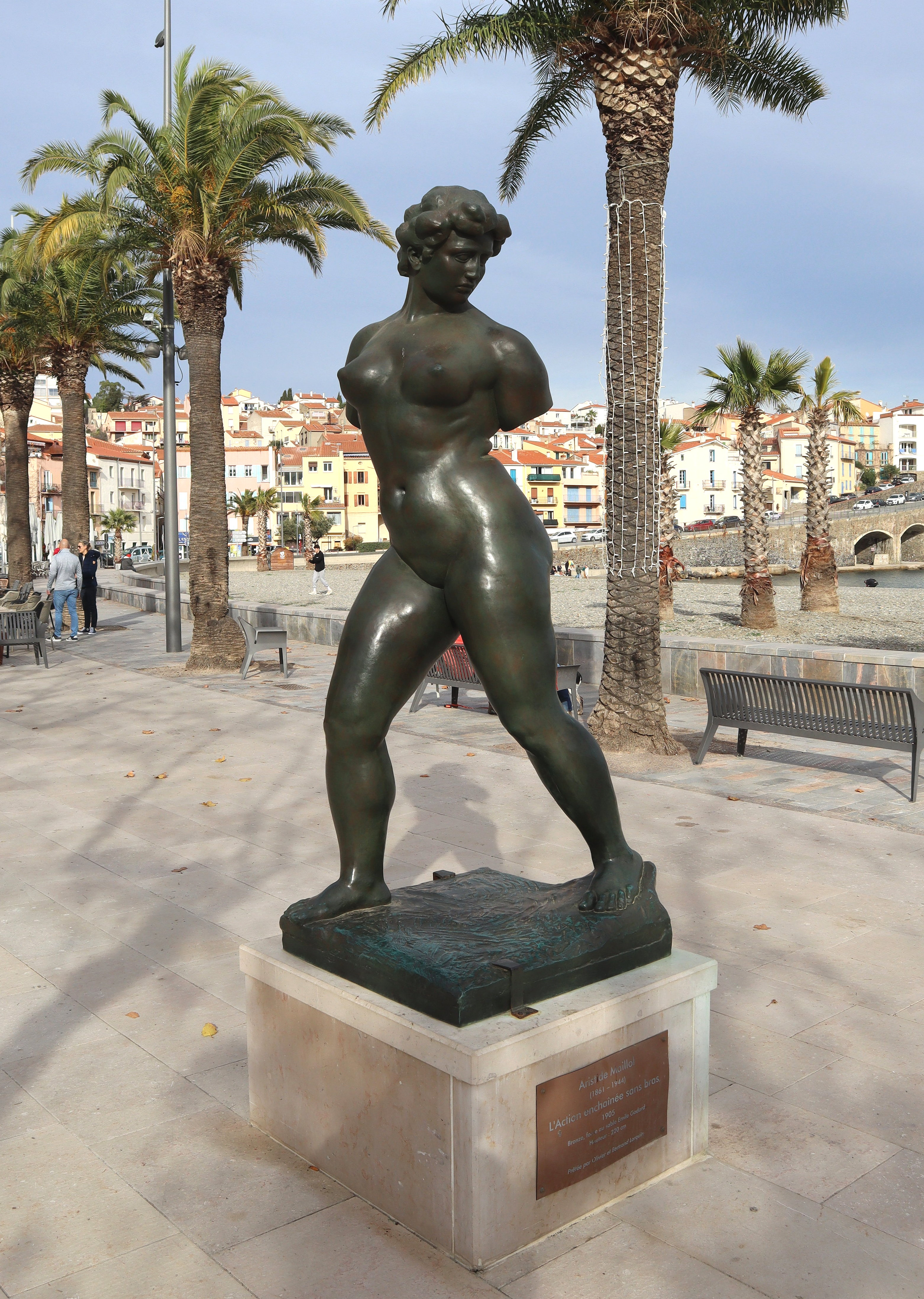
La versione di Banyuls-sur-Mer.

La statua venne commissionata ad Aristide Maillol dalla sezione della lega dei diritti dell'uomo di Puget-Théniers, come omaggio ad Auguste Blanqui, originario di quel comune. Dopo la creazione di alcuni bozzetti preparatori, Maillol realizzò la statua tra il 1905 e il 1908; venne eretta nel 1909 davanti alla chiesa della cittadina. Questa collocazione fece scandalo e la statua venne sostituita nel 1922 da un monumento ai caduti e relegata nel prato della fiera. Durante il secondo conflitto mondiale, per evitare che il bronzo venisse fuso, la statua venne smontata nuovamente e nascosta nei mattatoi del villaggio. Scoperta nel 1942, venne custodita a Nizza, dove però sfuggì al suo destino. L'opera tornò a Puget-Théniers dopo la liberazione della regione, nel settembre del 1944, e poi venne eretta nella postazione attuale. La replica parigina venne installata nel 1964 nel jardin du Carrousel.

## Descrizione
L'opera è una scultura in bronzo che rappresenta una donna nuda in piedi (uno dei temi preferiti dell'artista) le cui mani sono legate dietro la sua schiena. Ella ha un corpo molto atletico e muscoloso, a tal punto da essere stata paragonata al David di Michelangelo. L'opera è di ispirazione classicheggiante e cerca di staccarsi dalla scultura di Auguste Rodin, in quanto in questa statua sono presenti dei volumi lisci e sereni, ma allo stesso tempo dinamici. Nonostante le sue gambe siano ancorate al suolo, la scultura è in movimento, il volto è girato in segno di rifiuto del potere autoritario e il petto è portato in avanti da questa allegoria contro l'oppressione. Il movimento delineato dalla curvatura dei fianchi è il preludio di uno slancio impetuoso verso la libertà, anche se le sue mani sono ancora legate a causa della tirannia.